# Церковь Посещения (Азен)
Церковь Посещения (нем. St. Mariä Heimsuchung), — католическая приходская церковь в Азене (городская часть г. Даттельн, район Реклингхаузен, округ Мюнстер, Северный Рейн-Вестфалия, Германия) является памятником архитектуры и находится под охраной закона.

## История
Церковь впервые документально упоминается под 1439 годом. Тогда она являлась филиалом католической церкви в Даттельне. Помещение церкви сгорела в 1720 году. Современное здание церкви построено по проекту архитектора Иоганна Конрада Шлауна в период с 1723 по 1726 годы. Тогда это было простое церковное помещение с башенкой на коньке, более напоминавшее часовню. При расширении церкви в 1929 году были добавлены поперечный неф и алтарная часть. В настоящее время, в связи с финансовыми затруднениями, церковь Посещения, наряду с другими церквами города входит составной частью в общину святого Аманда (Даттельн).

## Интерьер
К особо ценным элементам интерьера церкви можно отнести:
- Деревянное распятие конца XIII века
- остатки барочного оформления
- 4 светильника стиля рококо[2]